# Międzynarodowy Konkurs im. Marguerite Long i Jacques’a Thibaud
Międzynarodowy Konkurs im. Marguerite Long i Jacques’a Thibaud – prestiżowy paryski konkurs przeznaczony dla pianistów i skrzypków, odbywający się od 1943 roku. Został zainicjowany przez pianistkę Marguerite Long (1874–1966) oraz skrzypka Jacques’a Thibaud (1880–1953). Jest członkiem Światowej Federacji Międzynarodowych Konkursów Muzycznych w Genewie. 
Wśród jego laureatów znaleźli się m.in. Paul Badura-Skoda (III nagroda 1949), Dmitrij Baszkirow (II nagroda 1961), Stanisław Bunin (I nagroda 1983), Philippe Entremont, Samson François (I nagroda, 1943), Tamás Vásáry.

## Polacy w konkursie
Wśród laureatów konkursu byli Polacy: Bartłomiej Nizioł (I nagroda 1993), Wojciech Świtała (II nagroda, 1992), Andrzej Wąsowski (III nagroda, 1951), Barbara Hesse-Bukowska (V nagroda 1953), Magdalena Rezler-Niesiołowska (V nagroda, 1975), Miłosz Magin (VI nagroda, 1957), Elżbieta Głąbówna (VI nagroda, 1967), Elżbieta Tarnawska (VI nagroda, 1977), Edward Statkiewicz (VII nagroda, 1953) i Joanna Domańska (VII nagroda, 1981).
W pracach jury uczestniczyli m.in. Halina Czerny-Stefańska (1957), Eugenia Umińska (1960, 1962, 1963), Henryk Sztompka (1953, 1955, 1959, 1961) i Witold Małcużyński (1946, 1955, 1960, 1965, 1977).